# 臺灣原住民工藝與藝術
臺灣原住工藝與藝術，泛指以原住民身分所從事之藝術創作，依視覺藝術發展脈絡可分為：「傳統工藝」、「當代藝術」兩面向，傳統工藝媒材多以木雕、石雕、陶藝、織繡、編織工藝等為主；當代藝術特色則是具族群意識並應用複合媒材進行創作。
日治時期臺灣原住民工藝被稱為「原始藝術」，工藝作品被大量蒐藏展示及研究，成為博物館的標本、器物或文物。國民政府時期則有「山地藝術」、「山胞藝術」、「土著藝術」等稱呼。
1980年代中期，卑南族木雕家哈古於臺北雄獅畫廊舉辦〈頭目的尊嚴〉（1991）個展之後，原住民藝術家與現代藝術創作的質與量逐漸提升。1994年「原住民」獲得正名，乃以「原住民藝術」稱之。排灣族的高富貴延續三代傳承的立體木雕表現、撒古流·巴瓦瓦隆以各種媒材詮釋部落文化，阿美族季.拉黑子採取現代藝術表現，可做為代表性藝術家。
2000年後，裝置藝術盛行，原住民藝術家利用擅長的纖維、編織、鐵雕等多元媒材進行創作，例如魯凱族安聖惠、阿美族范志明等作品呈現多面相，創作層次從「傳統圖紋」觀念，邁向社會議題的關懷、族群美感之轉譯，及個人生活情感等。原住民藝術的學術研究也從早期物質研究方向，例如陳奇祿《臺灣排灣群諸族木彫標本圖錄》許功明《原住民藝術與博物館展示》討論不同時期、性質的當代原住民藝術發展。